# Brisbane Strikers Football Club
Il Brisbane Strikers è una società calcistica australiana con sede nella città di Brisbane, Queensland, Australia che giocano nel Queensland State League.

## Storia

### National Soccer League
Brisbane fece il suo debutto nella National Soccer League (NSL) - (allora conosciuta come Philips Soccer League (PSL)) proveniva dalla Fusione di Brisbane City, che ancora esiste, e Brisbane Lions. Il Brisbane City ha vinto i primi due incontri nazionali di eliminazione, sconfiggendo i Marconi nel 1977 e il West Adelaide nel 1978. I Brisbane Lions invece hanno vinto l'incontro nazionale di eliminazione nel 1981, sconfiggendo il West Adelaide. I Brisbane City lasciato la NSL nel 1986, mentre i Brisbane Lions nel 1988.
L'altra squadra di Brisbane nella NSL è stato il Brisbane United, che ha giocato dal 1991 al 1993. Dal 1994 si chiamerà Brisbane Strikers.
I Brisbane Strikers hanno vinto la Lega nazionale durante la stagione 1996/97, poi conosciuta come Ericsson Cup, di fronte ad una folla record di oltre 40.000 persone. Hanno sconfitto 2-0 il Sydney United, con i gol dell'ex Socceroos Frank Farina e con il gol del capocannoniere della NSL Rod Brown.

### L'offerta della A-League
I Brisbane Strikers era un ottimo candidato per giocare nella nuova A-League, costituitasi a metà del 2005. 
Alla fine però l'A-League ha deciso di scegliere un altro team (i Queensland Roar), poiché gli Strikers conservavano ancora i loro legami etnici.

### Brisbane Premier League
Gli Strikers si sono associati con il North Star Soccer Club di Brisbane, e ora giocano sotto il nome di Brisbane Strikers, il loro campo da gioco è il Perry Park di Brisbane. Nella loro prima stagione nella Premier League locale, gli Strikers sono arrivati in semi-finale, poi sconfitti dal Palm Beach Sharks.
Nella seconda stagione (2006) gli Strikers hanno vinto: la Brisbane Premier League, la Premiership, la Premier Cup e la Grand Final della Brisbane Premier League.
Gli Strikers hanno anche un club a Logan, il Logan City Football Club, che gioca fuori Meakin Park nel Slacks Creek.
Gli Strikers nel 2007 sono arrivati in finale nella Premiership e nella Grand Final.

## Palmarès

### Competizioni nazionali
- NSL: 1

1997

### Competizioni statali
- Queensland State League: 2

2009, 2012

### Altri piazzamenti
- FFA Cup:

Semifinalista: 2019